# Lijst van Waalse artiesten
Dit is een lijst van artiesten en bands van Waalse bodem waarover een eigen artikel op de Nederlandstalige Wikipedia beschikbaar is.

## A
- Adamo
- Alice on the Roof
- Aeroplane
- Alucard

## B
- Claude Barzotti
- Roberto Bellarosa
- Solange Berry
- Jacques Bertrand
- Blanche
- Jeff Bodart

## C
- Jonatan Cerrada
- Mélanie Cohl

## D
- Lindsay Daenen
- Ferdinand Davaux
- Lou Deprijck

## F
- Lara Fabian

## H
- Axel Hirsoux
- Paul van Haver

## K
- Sandra Kim

## L
- Viktor Lazlo
- Fud Leclerc
- Jo Lemaire
- Lio
- Claude Lombard

## M
- Machiavel
- Maurane
- Mony Marc

## N
- Loïc Nottet

## O
- Patrick Ouchène

## P
- Nathalie Pâque

## R
- Pierre Rapsat

## S
- Sœur Sourire
- Nathalie Sorce
- Suarez

## T
- Sophie Tassignon
- The Tellers

## U
- Urban Trad